# Jean Zévaco
Pour les articles homonymes, voir Zévaco (homonymie).
Jean Zévaco, né le 30 juillet 1925 à Vico en Corse en France et mort le 25 juillet 2017 à Fianarantsoa à Madagascar, est un lazariste français, évêque de Tôlagnaro (de) (Fort-Dauphin, Madagascar) de 1968 à 2001, puis évêque émérite.

## Biographie
Il est ordonné prêtre le 29 juin 1959 pour la Congrégation de la Mission (Lazaristes).
Le 26 septembre 1968, Paul VI le nomme évêque de Fort-Dauphin (Madagascar). Il est consacré le 12 janvier suivant. Le 23 novembre 1989, le diocèse de Fort-Dauphin devient le diocèse de Tôlagnaro.
Le 24 avril 2001, ayant atteint la limite d'âge, il est nommé évêque émérite de Tôlagnaro. 